# ジョージ・フィッツクラレンス (初代マンスター伯爵)
初代マンスター伯爵ジョージ・オーガスタス・フレデリック・フィッツクラレンス（英: George Augustus Frederick FitzClarence, 1st Earl of Munster GCH PC FRS FRAS FRSA FRGS FSA FGS、1794年1月29日 - 1842年3月20日）は、イギリスの貴族・軍人・東洋学者。ウィリアム4世の庶子。軍人としての最終階級は陸軍少将。

## 生涯
王族のクラレンス公爵ウィリアム王子（国王ジョージ3世の第3子、のちウィリアム4世）と愛妾・女優ドロシー・ジョーダンの間の最初の庶子として生まれた。幼少期は、母が舞台に立つ劇場で過ごすことが多かった。
1807年、14歳のときに陸軍の第10王立軽騎兵連隊に入隊する。当時起きていた半島戦争に弟ヘンリーらとともに従軍し、サー・ジョン・スレイド将軍の副官、サー・チャールズ・ステュアート将軍付き騎兵を務めたのち、一度イギリス本国に戻った。
1811年に両親が事実上離婚すると、他の弟妹たちと同じく次期王位継承者の父クラレンス公の庇護下に入り、母とはほぼ絶縁状態になった。1813年に再び海外に派遣され、その年のうちにスペイン・パンプローナで戦功をあげた。翌年、フランス・トゥールーズで重傷を負った。
本国に帰国後、弟ヘンリーや他の士官24名とともに軽騎兵連隊の上官ジョージ・クエンティン大佐を職務懈怠を理由に告発した。しかし軍法会議では逆にクエンティン大佐の潔白が判明し、告発をでっち上げた兄弟や他士官は非難された（兄弟を除く他士官らは軍籍を剥奪されている）。
クエンティン告発事件後、インドに飛ばされ、第24軽騎兵連隊所属となる。1816年から翌年にかけて第三次マラーター戦争に加わり、上官の信頼を得た。1817年、同じくインドに駐屯していた弟ヘンリーが死去している。
1819年に名誉中佐に進み、1828年以降に軍を退役した。1841年に少将に進級し、これが最終階級となった。

インド駐屯時代をまとめた旅行記『Journal of a route across India and through Egypt to England, in the latter end of 1817 and the beginning of 1818』を執筆したのをきっかけに学問に興味をよせた。1820年に王立協会会員に選ばれたのを皮切りに、王立地理学会会員、王立天文学会会員、ロンドン考古協会会員、ロンドン地質学会会員に選ばれた。さらに1841年には、王立アジア協会総裁に就任して協会収蔵の作品集の編纂に関与したほか、アジアの戦争史探求のため資料収集も行った。

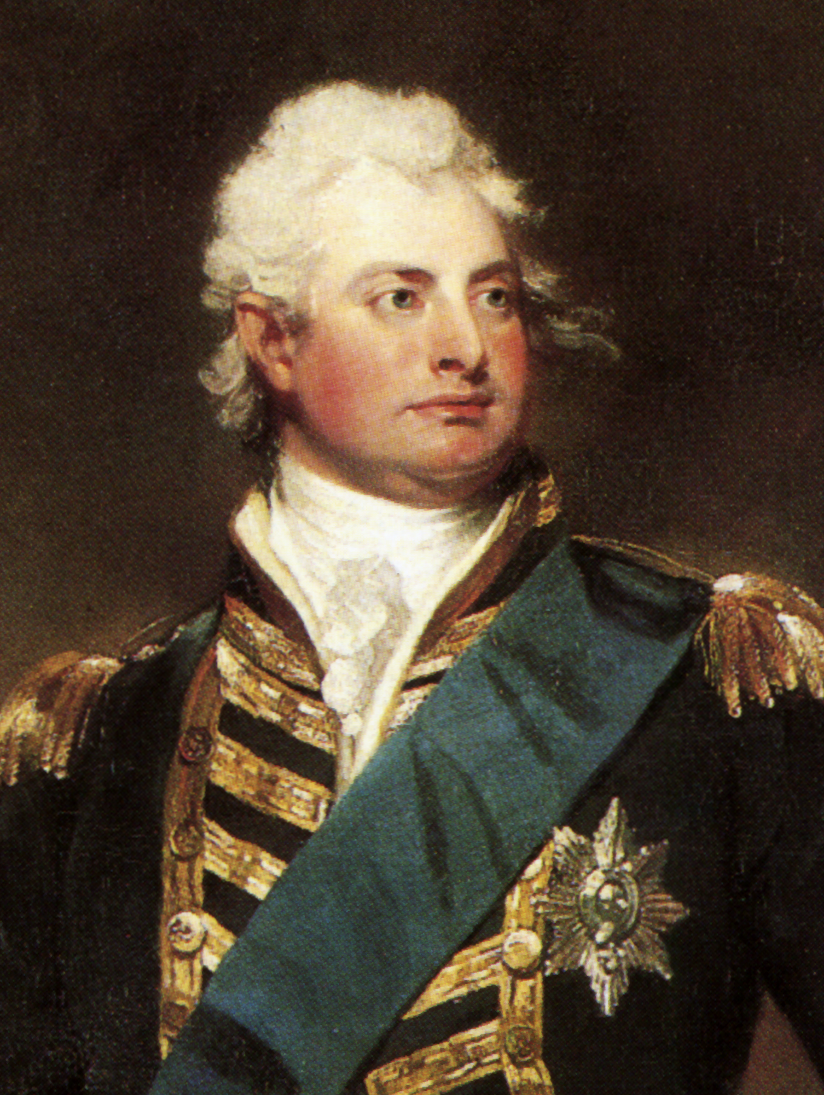
父クラレンス公爵ウィリアム王子
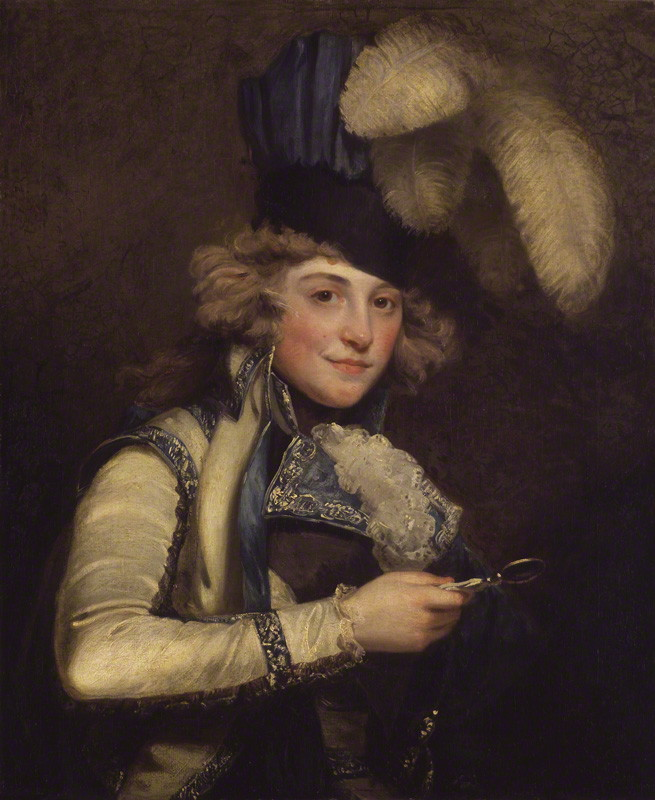
母ドロシー・ジョーダン。女優として女王ヒッポリュテーを演じる衣装を着ている。
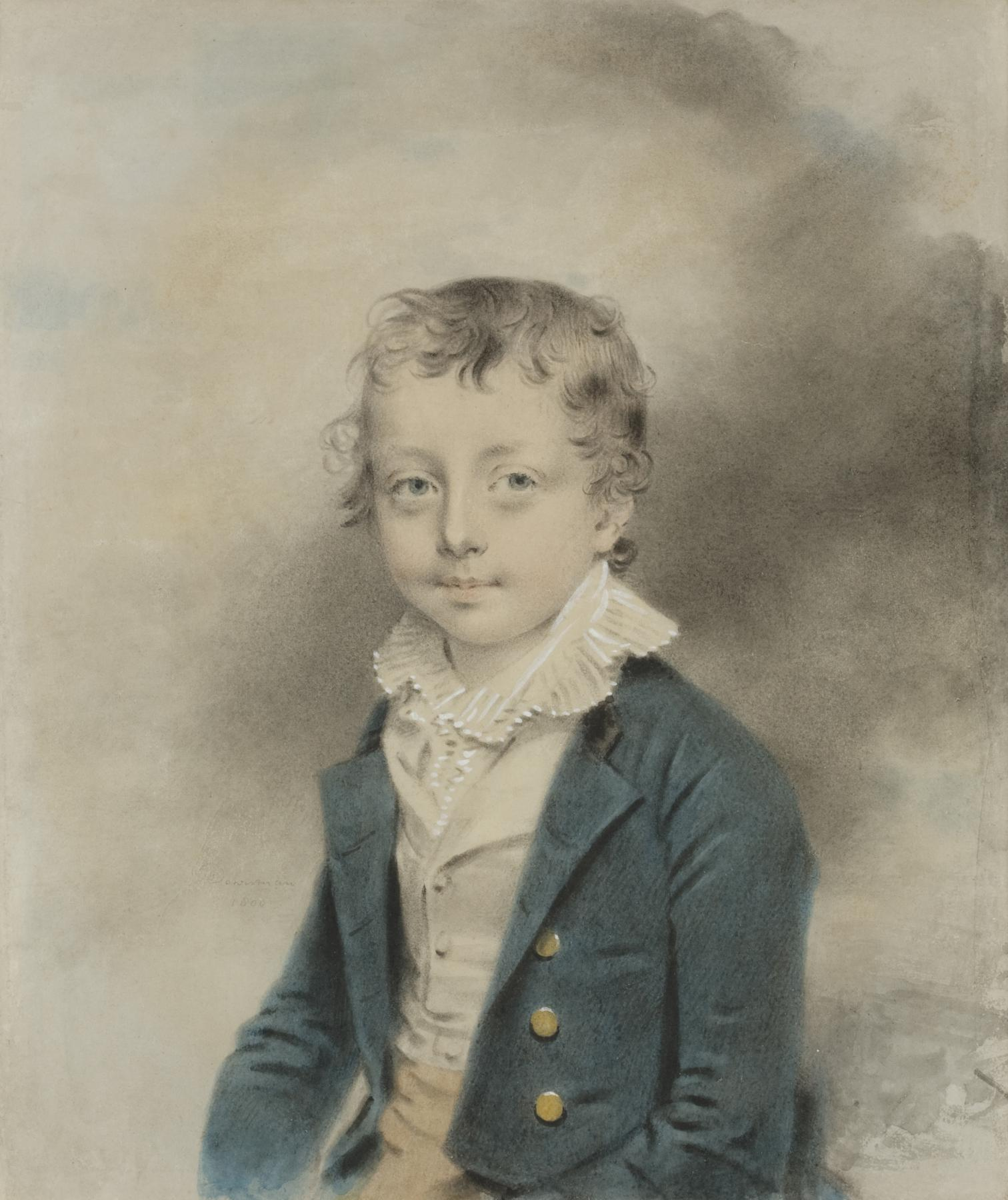
幼少期のジョージを描いた絵画
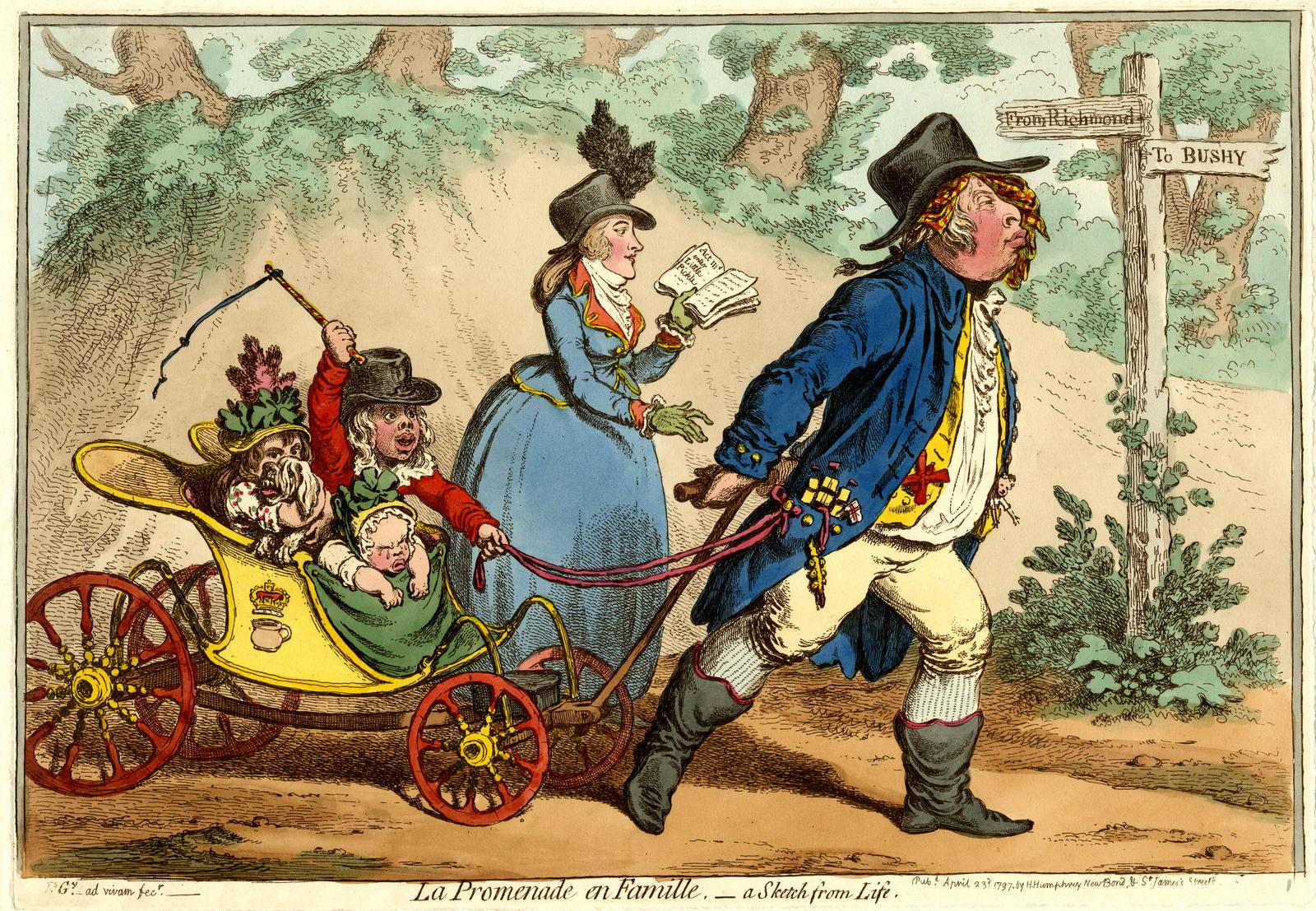
ジェームズ・ギルレイの風刺画『一家で散歩』、1797年、大英博物館蔵。クラレンス公ウィリアムと妾のドロシー・ジョーダンの内縁関係を描いている。クラレンス公が曳くカートには3人の子が乗っており、この時点で生まれていた長男ジョージ、次男ヘンリー、長女ソフィアを描いたものである。

### 父王との不仲

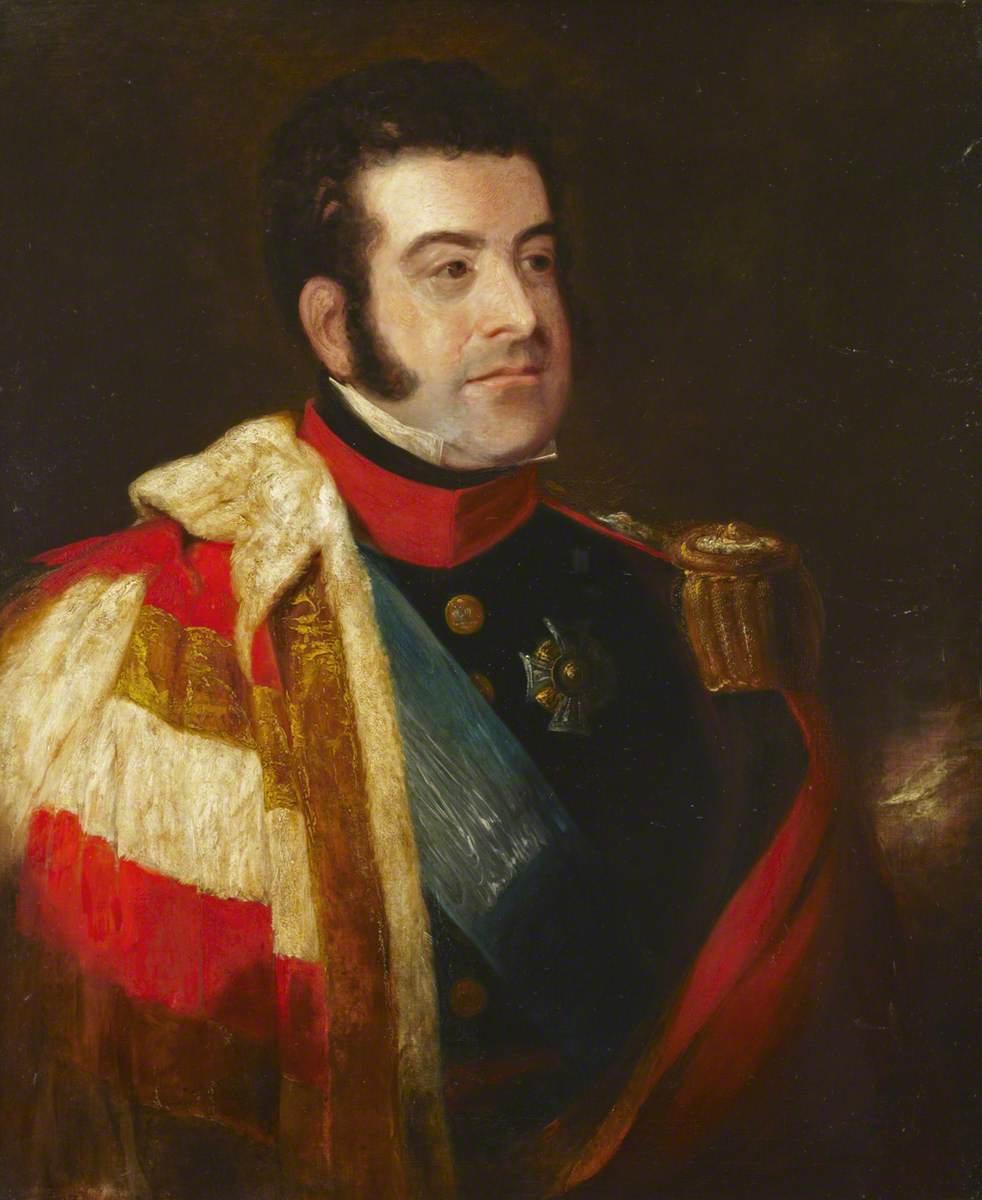
初代マンスター伯爵の肖像、J・アトキンソン画、1831年頃

1830年、父のクラレンス公が国王に即位した。ジョージは父の庶子という出自や境遇に不満を抱いており、父に嫡子として認知するよう求めたり、爵位や金銭を無心した。特に爵位については、チャールズ2世の庶子の先例をあげて公爵に叙するよう父に求めた。父王が返答を濁すと、ジョージは自殺すると脅したという。
即位から1年あまり経った1831年、父王ウィリアム4世はジョージをマンスター伯爵に叙した。同年、大佐に進級するとともに父王の副官（Aide-de -Camp）の一人となったほか、名誉職のロンドン塔管理長官に任じられる。また1833年には、枢密顧問官の地位を与えられるとともに、名誉職のウィンザー城代も兼任することとなった。しかしジョージは与えられた栄誉に満足できず、戴冠式を控えた父に「戴冠式で王冠を担う役目を自分にください。自身の我が子よりも相応しい者がいるでしょうか」と要求し、ウィリアム4世を激怒させた。この頃のジョージは、弟妹たちと同様にイギリス王室・貴族社会における自分たちの扱いに不満を感じており、それが原因で精神的な不安定が増幅し、こうした状況をめぐって父との口論が絶えなくなり、親子関係は修復不可能なほど険悪となった。
1837年に父王が崩御したが、父子の和解はならないままだったという。

### 自裁
1837年にヴィクトリア女王が即位すると、ジョージは女王副官に任じられた。女王はジョージを引き続きロンドン塔管理長官、ウィンザー城代に留任させた。
翌年6月、新女王ヴィクトリアの戴冠式に出席した。
1842年3月20日、ロンドンの自宅で自殺を遂げた。伯父のジョージ4世から下賜された拳銃で自分を撃ったのである。最初の1発は急所を外れ、手を怪我しただけだった。ジョージは従僕（フットマン）にただの事故だと伝え、医者を呼びに行かせた隙に、左手に持った拳銃の銃口を口に咥えて2発目を撃ち、頭部を貫通させて死に至った。
ジョージの死後、首相のメルバーン子爵は女王に宛てて、「常に不幸で、不満を抱えた人でした。その不幸な庶子という境遇には、精神と感情を歪め、正義や満足感を得られなくする何かがあるのでしょうな」と述べている。
歴史家フィリップ・ジーグラは自殺の原因を「偏執的な被害妄想」だとしている。
ロンドン近郊にあるミドルセックス州ハンプトンの教区教会に埋葬された。

## 栄典

### 爵位

マンスター伯の紋章。父王ウィリアム4世の紋章から、（18世紀にハノーヴァー家が得た）神聖ローマ帝国の帝国内帑長官及びハノーファー王冠を取り除き、その上に非嫡出子を示す、3つの錨のついた青のバトン・シニスター(baton sinister azure charged with three anchors)が示されている

1831年5月12日に以下の爵位を新規に叙された。いずれも連合王国貴族爵位。
- 初代マンスター伯爵（1st Earl of Munster）
- 初代フィッツクラレンス子爵（1st Viscount FitzClarence）
- 初代テュークスベリー男爵（1st Baron Tewkesbury）

### 勲章
- ロイヤル・ゲルフ勲章（英語版）[15]
- ヴュルテンブルグ王冠勲章（英語版）[4]

### その他
- 枢密顧問官（PC）[4]
- 王立協会フェロー（FRS）[1]
- 王立アジア協会フェロー（FRAS）
- 王立天文学会フェロー（FRSA）
- 王立地理学会フェロー（FRGS）
- ロンドン考古協会フェロー（FSA）
- ロンドン地質学会フェロー（FGS）

## 子女
1819年10月18日にメアリー・ウィンダム（1792年 - 1842年、第3代エグレモント伯爵ジョージ・ウィンダムの庶出の娘）と結婚し、間に7人の子女を得た。
- アデレード・ジョージアナ・フィッツクラレンス（1820年 - 1883年） - 独身
- オーガスタ・マーガレット・フィッツクラレンス（1822年 - 1846年） - 1844年スウェーデン貴族のクヌート・フィリップ・ボンデ（スウェーデン語版）男爵と結婚、一女アウグスタ・ボンデ（1846年 - 1872年、第5代オトラント公爵（英語版）グスタフ・フーシェの最初の夫人）を儲けるがカトリーネホルムにて産褥熱で死去
- ウィリアム・ジョージ・フィッツクラレンス（1824年 - 1901年） - 第2代マンスター伯爵。1855年に従妹のウィルミナ・ケネディ＝アースキン（英語版）と結婚
- フレデリック・チャールズ・ジョージ・フィッツクラレンス（1826年 - 1878年） - 従妹のアデレード・シドニー（ド・ライル男爵夫人ソフィアの長女）と結婚、子女なし
- メアリー・ガートルード・フィッツクラレンス（1832年 - 1834年） - 夭折
- ジョージ・フィッツクラレンス（1836年 - 1894年） - 海軍大佐、マライア・ヘンリエッタ・スコットと結婚[17]、准将チャールズ・フィッツクラレンス（英語版）の父、第6代マンスター伯爵エドワード・フィッツクラレンス（英語版）の祖父
- エドワード・フィッツクラレンス（1837年 - 1855年） - 陸軍少尉、クリミア戦争従軍中にセヴァストポリ包囲戦で戦傷死

## 著作・関連書籍
- Memoirs of the Late War: Comprising the Personal Narrative of Capt. Cooke, the History of the Campaign of 1809 in Portugal, by the Earl of Munster, and a Narrative of the Campaign of 1814 in Holland (1831); 半島戦争の従軍記録[18]
- Fahrasat al-kutub allatī narghabu an nabtāʻahā wa-al-masāyil allatī tuwaḍḍiḥu jins al-kutub allatī narghabu al-ḥuṣūl ʻalayhā innamā najhalu asmāyihā wa-al-masāyil fī ʻilm al-ḥarb (فهرسة الكتب التي نرغب أن نبتاعها والمسايل التي توضح جنس الكتب التي نرغب الحصول عليها انما نجهل اسمايها والمسايل في علم الحرب) (1840);ジョージの依頼でオーストリア人東洋学者アロイス・シュプレンガー（英語版）が収集した、イスラーム世界の軍事技術に関するアラビア語・ペルシア語・トルコ語・ヒンドゥスターニー語の文献目録
- Meadows of gold and mines of gems (translation from the Arabic 'Murudj al-dhaha'; مروج الذهب), (London, 1841);10世紀のアッバース朝の学者マスウーディーが著した史書・地理誌『黄金の牧場と宝石の鉱山』を、アロイス・シュプレンガーが英語に翻訳しジョージに献呈したもの。シュプレンガーは本書の序文において、アラビア語の表現を英語のイディオムに変える作業及び校正作業、注釈の編集においてマンスター伯爵の助力を得たことを認めている[19]。